# Слядув (Мазовецьке воєводство)
Слядув (пол. Śladów) — село в Польщі, у гміні Брохув Сохачевського повіту Мазовецького воєводства.
Населення — 438 осіб (2011).
У 1975-1998 роках село належало до Варшавського воєводства.

## Демографія
Демографічна структура станом на 31 березня 2011 року:
|          | Загалом | Допрацездатний вік | Працездатний вік | Постпрацездатний вік |
| -------- | ------- | ------------------ | ---------------- | -------------------- |
| Чоловіки | 211     | 41                 | 137              | 33                   |
| Жінки    | 227     | 48                 | 125              | 54                   |
| Разом    | 438     | 89                 | 262              | 87                   |